# Schalenhartguss
Schalenhartguss, eine Variante des Hartgusses, ist ein Gusseisen, bei welchem durch die Zusammensetzung und gießtechnische Maßnahmen erreicht wird, dass es in einem äußeren Bereich als ein Gefüge aus Ledeburit mit Zementit oder eutektoid zerfallendem Austenit (Perlit) weiß erstarrt. Dabei bleibt der Kohlenstoff (2,5 bis 3,8 %) als Eisencarbid (Fe3C) mit den Eisenatomen verbunden. Dazu wird der Siliziumgehalt relativ niedrig (< 0,5 %) eingestellt. Im Inneren des Gusskörpers wird der Kohlenstoff als Graphit – zumeist in Form von Lamellen – in das Eisengefüge ausgeschieden (lamellarer Grauguss). Bewirkt wird dies durch dickwandige eiserne Formen, die im direkten Kontakt das flüssige Eisen schnell abkühlen, was die Graphitausscheidung verhindert. Dabei fördern carbidstabilisierende Zusätze, wie vor allem Chrom, die Weißerstarrung. Nach Bildung einer Schale (Schreckschicht) wird die weitere Erstarrung im Kern soweit verlangsamt, dass die Graphitausscheidung erfolgt. Mit einem Gießvorgang wird so ein Gussteil erzeugt, das aus zwei völlig verschiedenen Werkstoffen besteht: Die Schale ist hart, verschleißbeständig und hat ein weißes, glänzendes Bruchaussehen, während der Kern die gute Zerspanbarkeit von Grauguss aufweist und im Bruchbild grau erscheint. Dazwischen besteht eine mehr oder weniger starke Übergangszone.
Schalenhartguss wird bevorzugt für die Herstellung von Kalanderwalzen verwendet.

## Technische Ausgestaltung

Eiserne Gießform („Kokille“) für eine Kanonenkugel

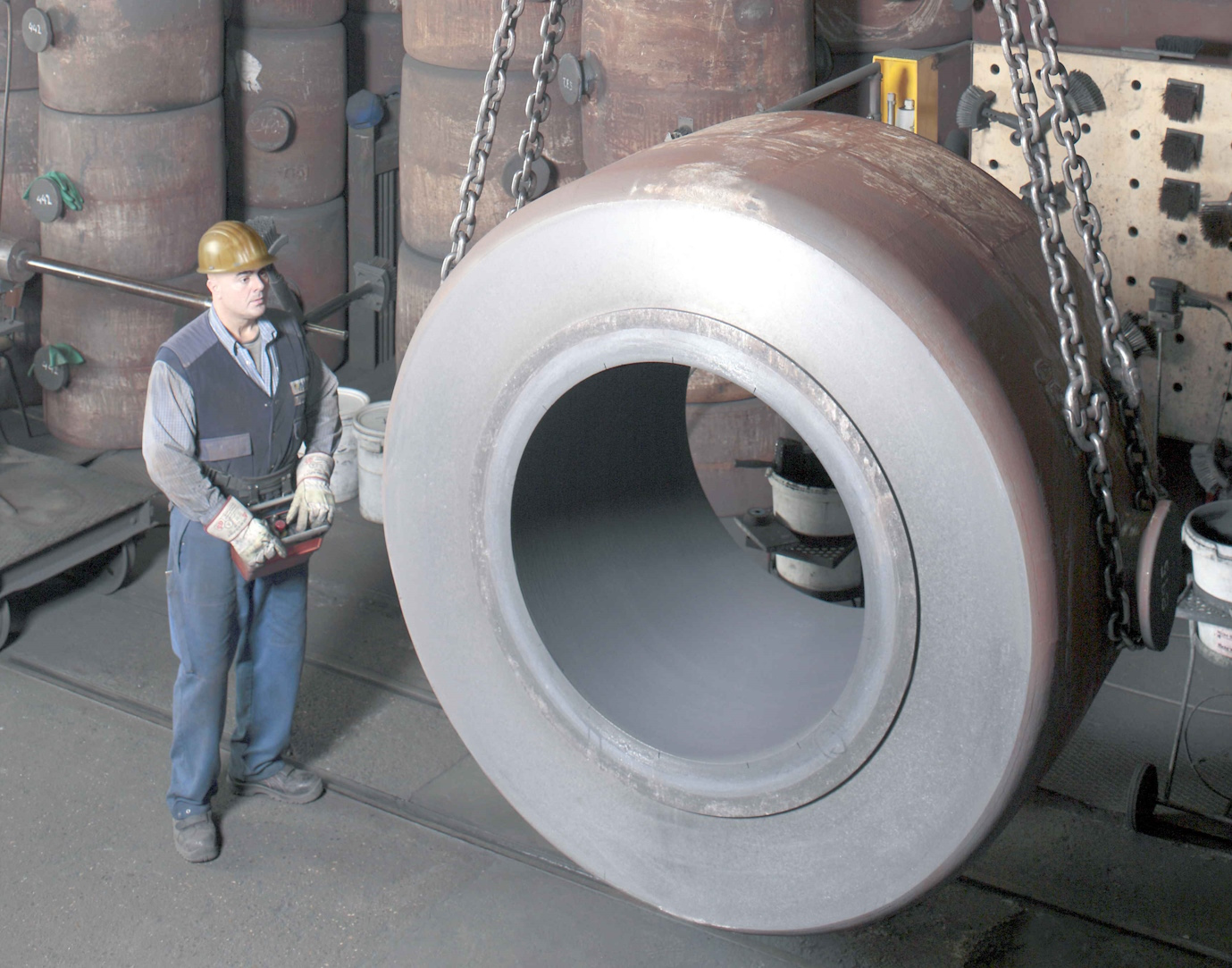
Kokille für den Walzenguss

Entwickelt hat sich der Schalenhartguss aus dem Gießen eiserner Kanonenkugeln. Die dabei verwendeten eisernen Formen erinnern an Muscheln (frz. coquille), weswegen dafür auch die Bezeichnung Kokillenguss verwendet wird. Anwendung findet er heute beispielsweise bei der Herstellung von Kalanderwalzen für die Glättung und die Satinage von Papier. Die Form besteht dabei aus dickwandigen, präzise übereinander gestapelten Eisenzylindern. Obwohl diese keine Ähnlichkeiten mehr mit ihren Namensgebern aufweisen, hat sich dafür die Bezeichnung Kokille erhalten.
Um zu verhindern, dass das flüssige Eisen an den Kokillen anschweißt, werden diese innen mit einer Schlichte ausgestrichen. Da diese eine deutliche Isolierwirkung hat, muss der Auftrag sehr gleichmäßig erfolgen und wird penibel auf seine Stärke geprüft. Zum Trocknen der Schlichte und zur Verringerung der thermischen Belastung werden die Kokillen vor dem Aufbau der Form auf ca. 120 °C aufgeheizt. Das macht die Arbeit der Former zu einer besonderen Strapaze.
Um eine eng begrenzte und gleichmäßige Schale zu erzielen, ist eine hohe Qualität des Eisens erforderlich. Darum wird als Vormaterial nach Möglichkeit ein Drittel Schrott eingesetzt, der in der eigenen Bearbeitung sortenrein gesammelt wird, ein Drittel aus Sorel-Eisen, und ein Drittel Stahlschrott aus Tiefzieh-Stahlblechen. Die Genauigkeit der Zusammensetzung der Schmelze wird mit atomspektoskopischen Methoden wie der Funkenspektrometrie überwacht.
Vor dem jeweiligen Guss wird vom flüssigen Eisen in der Gießpfanne eine Keilprobe gegossen. Das schmale Ende der Keilform sitzt auf einer Stahlplatte auf, wodurch in der Probe die Abkühlverhältnisse in der Gießform simuliert werden. Der erstarrte Probekeil wird in der Mitte durchgebrochen und an der Verteilung von weißem und grauem Eisen in der Bruchfläche kann der Gießer die Stärke der zu erwartenden Schreckschicht beurteilen. Falls erforderlich, kann diese durch Einrühren von Siliziumkarbid-Pulver als Keimbildner in die Gießpfanne verringert werden.

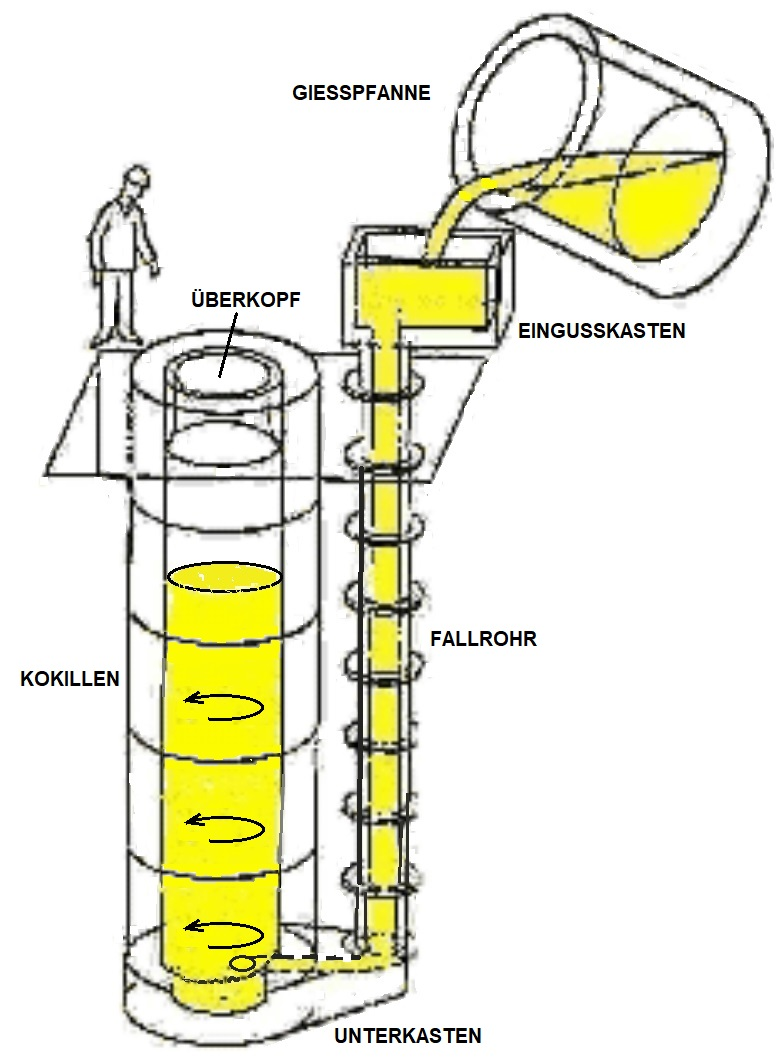
Schematischer Aufbau für den Guss einer Kalanderwalze

Großer Wert wird darauf gelegt, dass möglichst keine Schlacken in die Gießform gelangen. Dazu werden diese unmittelbar vor dem Start des Gießvorgangs von der Gießpfanne abgezogen. Zur Einleitung des Gusses wird der Eingusskasten gefüllt, bevor der Stopfen zum Fallrohr gezogen wird. Danach achtet der Pfannenführer darauf, dass dieser während des Gießvorganges stets gut gefüllt bleibt. Die an der Oberfläche schwimmenden Restschlacken verlassen den Kasten ganz zum Schluss und bleiben im Fallrohr hängen. Durch das seitliche Einströmen des Eisens in den Unterkasten, den sog. tangentialen Anschnitt, wird es zudem in der Form in Rotation versetzt, was eventuelle Verunreinigungen wegen ihres geringeren spezifischen Gewichtes zur Formmitte hintreibt und so die Schreckschicht frei davon hält.

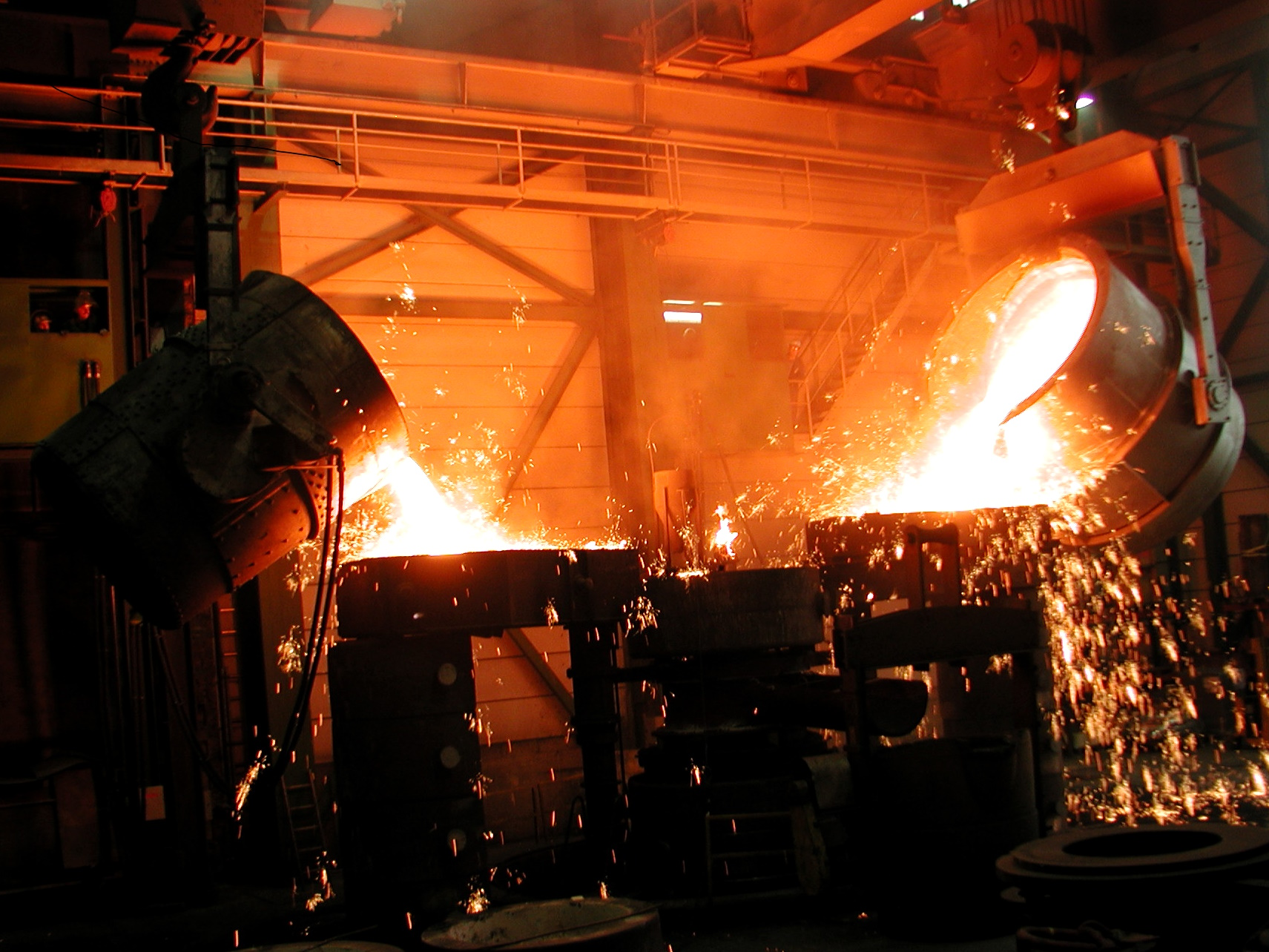
Guss einer großen Kalanderwalze mit zwei Gießpfannen

## Erstarrungsvorgänge
Mit der Aufgabe einiger Schaufeln Holzkohle auf den Überkopf, womit dessen Abkühlung und Erstarrung verzögert wird, bestimmen nun physikalische Prozesse der Wärmeleitung und -ausdehnung, sowie Erstarrungsprozesse das weitere Geschehen. Nach rund 10 Minuten hat die sich bildende Schale soweit verfestigt, dass sie den Walzenkörper, der im Inneren noch flüssig ist, zusammenhält. Die Schale löst sich von den wegen ihrer Aufheizung expandierenden Kokillen, ein Vorgang der oben beginnt und nach unten fortschreitet. Durch die isolierende Wirkung des sich bildenden Luftspaltes wird die Schale von innen noch einmal aufgeheizt und an die Grenze ihrer Belastbarkeit gebracht.
Dies geschieht ein weiteres Mal, wenn im Walzeninneren zwischen 1.000 und 950 °C die Graphitausscheidung einsetzt. Dieser besitzt gegenüber dem Eisen ein um rund 15 Prozent größeres Volumen, was zu einer Expansion des Kernes führt, welche die Schale zwangsläuft dehnt. Um den Effekt zu mildern wird dem Eisen ein halbes Prozent Phosphor zugesetzt, ein Element, das üblicherweise vermieden wird, weil es das Eisen versprödet. Auf diesem Temperaturniveau ist es jedoch nützlich, weil sich im Gefüge ein Netz von Phosphid-Eutektikum bildet, das flüssig ist und dem Graphitisierungsdruck ausweichen kann. Nach der Erstarrung kann man am Überkopf erkennen, wo es herausgequetscht worden ist. Die phosphorbedingte Verschlechterung der Festigkeitswerte des Schalenhartgusses ist der Preis dafür.
Während der weiteren Abkühlung tut sich in dem jetzt festen Körper wenig Erwähnenswertes. Schale und Kern, inklusive einer mehr oder weniger starken Übergangsschicht, haben sich als zwei grundverschiedene Materialien herausgebildet. Bei den verschiedenen thermischen Ausdehnungskoeffizienten würde man erwarten, dass die entstehenden Eigenspannungen den Körper zerreißen. Das geschieht jedoch nicht. Die Temperaturänderung ist so gemächlich und die Warmfestigkeiten so gering, dass entstehende Spannungen durch interne Kriechprozesse im Material ausgeglichen werden. Das ändert sich bei Unterschreitung eines Temperaturniveaus von ca. 350 °C. Darunter werden die Unterschiede in der thermischen Ausdehnung im Walzenkörper in der Form von Eigenspannungen gleichsam eingefroren. Und das gilt auch für das Temperaturgefälle zwischen Körper und Schale, das bestand, als beide diese Marke passiert haben. Für die Kalanderwalzen ist das von Vorteil. Thermowalzen sind nur möglich, weil die Eigenspannungen dabei helfen die Thermospannungen zu kompensieren.

## Rohrkörper

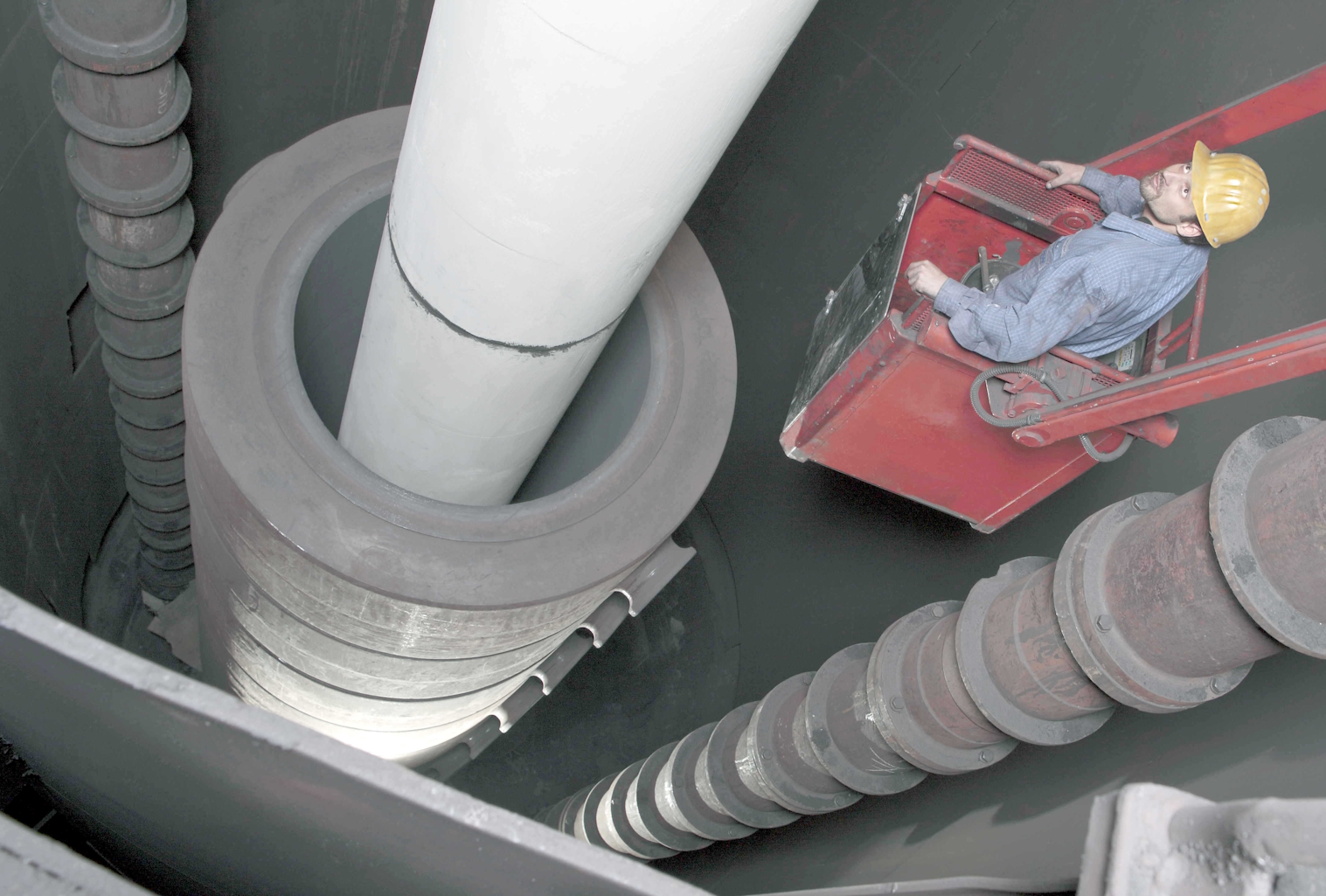
Aufbau einer Gussform mit Sandkern für eine Rohrwalze

Walzenrohre aus Schalenhartguss können durch Aus- und Aufbohren des Walzenkerns hergestellt werden. Weil dabei Material, das unter Zugeigenspannungen steht, entfernt wird, verringern sich die Druckeigenspannungen in der Schale. Wenn das bei hochbelasteten Thermowalzen nachteilig ist, werden die Gusskörper als Hohlguss ausgeführt, d. h. in der Gussform wird ein Sandkern befestigt. Bei großen Abmessungen ist die Verringerung der Menge an Flüssigeisen beträchtlich und bei begrenzter Schmelzkapazität oft alternativlos.

## CDI (Chilled Ductile Iron)

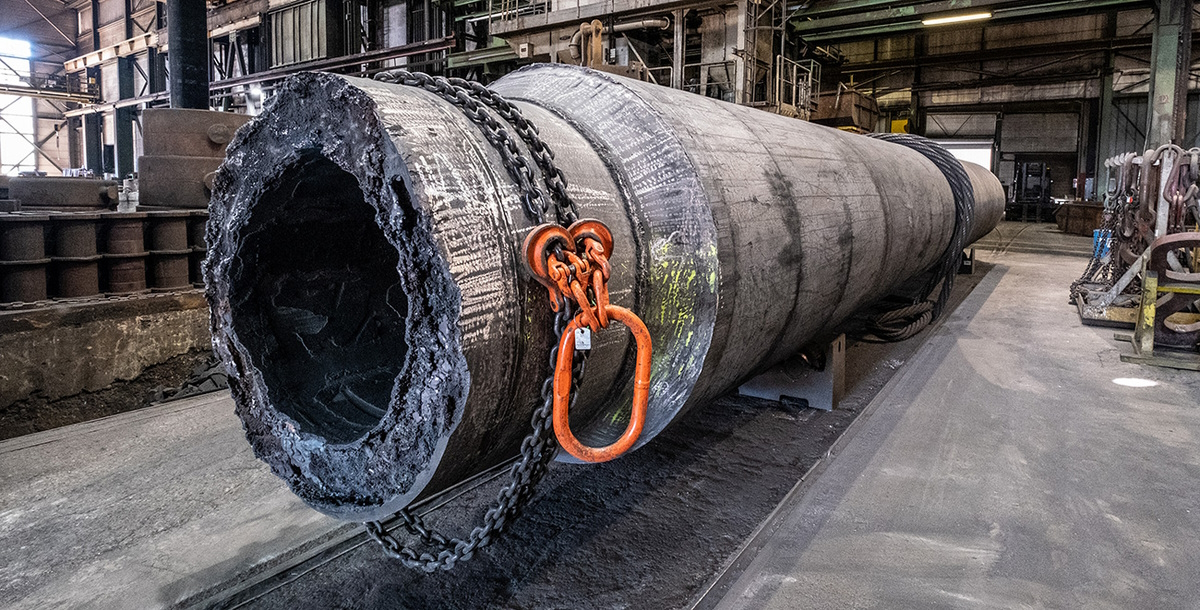
Rohrwalzenkörper aus „Chilled Ductile Iron“ (CDI)

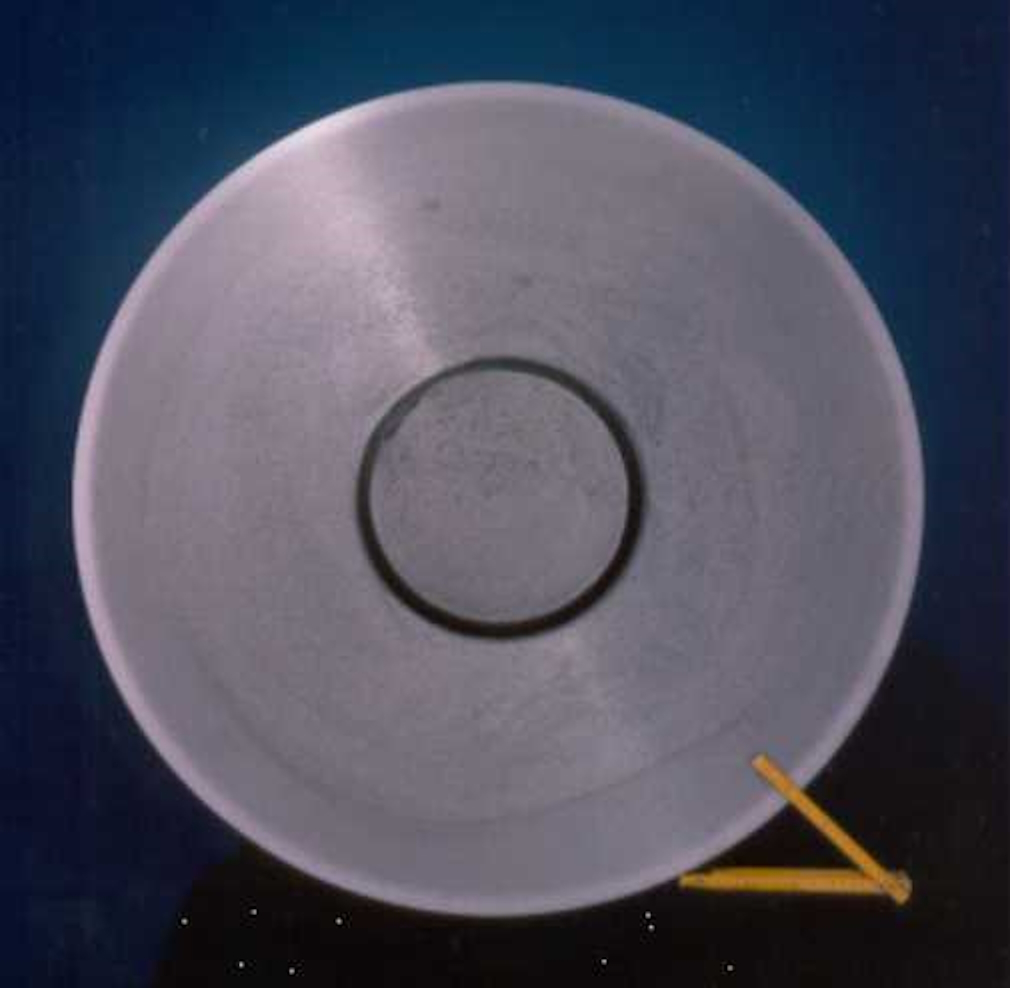
Querschnitt eines Walzenkörpers für eine beheizte Papierkalanderwalze

Eine Modifikation des Schalenhartgusses ist das 2006 von den Hüttenwerke Königsbronn entwickelte CDI. Dabei wird ein austenitisch-ferritisches Gusseisen mit Kugelgraphit in Kokillen gegossen. In diesem Fall bewirkt deren Schreckwirkung keine Weißerstarrung, sondern lediglich eine feine Gefügeausbildung, die für die Verwendung als Kalanderwalze vorteilhaft ist. Dafür ist eine zusätzliche induktive Oberflächenhärtung erforderlich. Insbesondere bei großen Abmessungen ist CDI eine kostengünstige Alternative zu Walzen aus geschmiedetem Stahl.

## Gießfehler
Schlackeneinschlüsse in der Walzenoberfläche waren bei der Einführung des Schalenhartgusses ein großes Problem, das erst durch die Erfindung des tangentialen Anschnittes um 1830 behoben wurde.
Poren in der Walzenoberfläche sind auf Feuchtigkeit in der Form zurückzuführen. Trotz der Trocknung der Schlichte und die Vorwärmung der Kokillen können sich insbesondere in Rissen auf der Innenseite mehrmals verwendeter Kokillen Reste von Feuchtigkeit halten. Die Löcher in der Oberfläche mit Durchmessern bis zu 3 Millimetern lassen sich durch Stiften mit Stahldraht dauerhaft ausbessern.
Warmrisse entstehen in der frühen Phase der Schalenbildung. Der aufgegangene Riss wird durch aus dem Inneren nachfließende Schmelze wieder geschlossen. In der geschliffenen Ballenoberfläche ist der Fehler durch seine helle Farbe sichtbar. Da der Eigenspannungsverlauf gestört ist, sind zugelaufene Warmrisse bei hochbelasteten Thermowalzen nicht akzeptabel.
Offene Risse in der Schreckschicht sind ein Ausschlusskriterium. Treten sie im Endbereich des Ballens auf, kann aus dem betroffenen Walzenkörper u. U. eine kürzere Walze gefertigt werden.
Sontanrisse kommen gelegentlich Tage nach dem Herausheben der Walzenkörper aus der Gießgrube vor, die zur Erhöhung der Oberflächenhärte legiert worden sind. Ursächlich dafür sind besonders hohe Eigenspannungen und die Bildung von Kernlunkern während der Erstarrung. Durch den Einsatz von Gießhauben, mit denen die Abkühlung gezielt verlangsamt wird, lässt sich das verhindern.
Eine Krümmung des Gusskörpers muss als Fehler bezeichnet werden, weil bei der nachfolgenden zylindrischen Bearbeitung zwangsläufig Dickenunterschiede der Schale entstehen. Die Auswirkung geringer Krümmung von wenigen Millimetern kann bei Kalanderwalzen durch fertigungstechnische Maßnahmen kompensiert werden.